# Latino Malabranca Orsini
Latino Malabranca Orsini O.P. (data incerta - 10 de agosto de 1294), também chamado Latino Frangipani Malabranca ou Latino Malebranca, foi um cardeal italiano, Deão do Sagrado Colégio dos Cardeais.

## Biografia
Nascido em Roma, era filho do senador romano Angelo Malabranca e de Mabilia Orsini, irmã do Papa Nicolau III, assim, fazia parte da Família Orsini, poderosa dentro da Igreja.
Após entrar na ordem dos Dominicanos, obteve um doutorado em direito na Universidade de Paris próximo de 1263. Maestro em teologia. Foi nomeado Prior do Convento de Santa Sabina, em Roma. Definidor do capítulo provincial de Orvieto e inquisidor geral, sob o pontificado do Papa Urbano IV.
Foi criado cardeal-bispo no consistório de 12 de março de 1278, recebendo a sé suburbicária de Ostia-Velletri. Legado em Romagna em 1278. Vigário do papa e governador de Roma, durante a ausência do papa, de julho a novembro de 1279. Legado em Florença, em 1279, e mais tarde, em Bolonha. Ele colocou a primeira pedra da igreja franciscana de Santa Maria Nuova, em Florença. Dotou o convento de Santa Sabina com uma rica biblioteca. Nomeado Decano do Colégio dos Cardeais em 1289.
Morreu em 10 de agosto de 1294, em Perúgia e foi sepultado na Igreja de Santa Maria sopra Minerva, em Roma. Suas virtudes o fizeram ser considerado como um beato pelos autores Dominicanos.

## Conclaves
- Eleição papal de 1280–1281 - participou da eleição do Papa Martinho IV
- Eleição papal de 1285 - participou da eleição do Papa Honório IV
- Eleição papal de 1287–1288 - participou da eleição do Papa Nicolau IV
- Eleição papal de 1292–1294 - participou como deão da eleição do Papa Celestino V